# القوات المسلحة لجمهورية الكونغو الديمقراطية

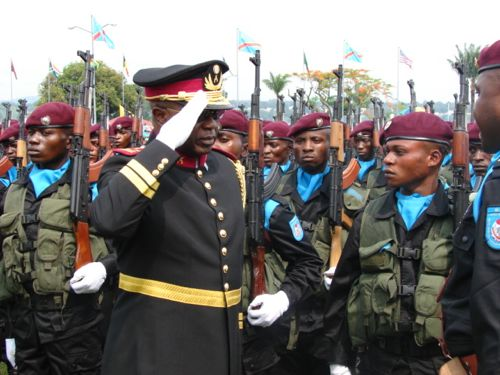

القوات المسلحة لجمهورية الكونغو الديمقراطية هي القوات الحكومية المسؤولة عن الدفاع عن جمهورية الكونغو الديمقراطية. أعيد بناءها بشكل متقطع كجزء من عملية السلام التي أعقبت نهاية حرب الكونغو الثانية في يوليو 2003.
تتكون غالبية وحدات القوات المسلحة لجمهورية الكونغو الديمقراطية من قوات برية، ولكنها تمتلك أيضًا قوة جوية صغيرة وقوة بحرية أصغر حجمًا. في عامي 2010 و2011، ربما بلغ عدد القوات الثلاث ما بين 144000 و159000 فرد. بالإضافة إلى ذلك، توجد قوة رئاسية تسمى الحرس الجمهوري، لكنها والشرطة الوطنية الكونغولية ليست جزءًا من القوات المسلحة.
تحاول الحكومة في العاصمة كينشاسا، والأمم المتحدة، والاتحاد الأوروبي، والشركاء الثنائيون بما في ذلك أنغولا وجنوب افريقيا وبلجيكا، إنشاء قوة قابلة للاستمرار وقادرة على توفير الاستقرار والأمن لجمهورية الكونغو الديمقراطية. ومع ذلك، فإن هذه العملية تعوقها الفساد، وتنسيق الجهات المانحة غير الكافي، والمنافسة بين الجهات المانحة.
الوحدات العسكرية المختلفة التي تندرج الآن تحت لواء القوات المسلحة لجمهورية الكونغو الديمقراطية هي من بين أكثر الوحدات غير المستقرة في أفريقيا بعد سنوات من الحرب ونقص التمويل.
كانت القوات المسلحة لجمهورية الكونغو الديمقراطية مزيجًا من القوات المسلحة الزائيرية السابقة، والجماعات المتمردة المتكاملة من حرب الكونغو الثانية، والميليشيات التي أصبحت جزءًا منها مؤخرًا.
منذ عام 2014، تم تنظيمها تحت ثلاث قيادات قتالية جغرافية تُعرف باسم مناطق الدفاع، تغطي كل منها غرب وجنوب وسط وشرق جمهورية الكونغو الديمقراطية.
ولمساعدة الحكومة الجديدة، أنشأت الأمم المتحدة منذ فبراير/شباط 2000 بعثة الأمم المتحدة في جمهورية الكونغو الديمقراطية (التي تسمى الآن بعثة منظمة الأمم المتحدة لتحقيق الاستقرار في جمهورية الكونغو الديمقراطية)، والتي يبلغ عدد قواتها حالياً أكثر من 16 ألف جندي لحفظ السلام في البلاد. وتتمثل مهامها الرئيسية في توفير الأمن في المناطق الرئيسية، مثل جنوب كيفو وشمال كيفو في الشرق، ومساعدة الحكومة في إعادة الإعمار. كما توجد جماعات متمردة أجنبية في الكونغو، كما كانت طيلة معظم نصف القرن الماضي. وأهم هذه الجماعات هي القوات الديمقراطية لتحرير رواندا، التي كانت قوات لوران نكوندا تقاتل ضدها، ولكن هناك جماعات أصغر أخرى مثل جيش الرب للمقاومة المناهض لأوغندا موجودة أيضاً.
تم تحديد الوضع القانوني للقوات المسلحة لجمهورية الكونغو الديمقراطية في الدستور الانتقالي، المادتين 118 و188. ثم حلت محل ذلك أحكام في دستور عام 2006، المواد من 187 إلى 192. أنشأ القانون 04/023 المؤرخ 12 نوفمبر 2004 المنظمة العامة للدفاع والقوات المسلحة.
في منتصف عام 2010، كان البرلمان الكونغولي يناقش قانون دفاع جديد، يسمى مؤقتًا بالقانون العضوي 130.